# Emmett Toppino
Martin Emmett Toppino (ur. 1 lipca 1909 w Nowym Orleanie, zm. 8 września 1971 tamże) – amerykański lekkoatleta sprinter, mistrz olimpijski z 1932 z Los Angeles.
W 1930 i 1931 zajął 3. miejsce w biegu na 100 jardów podczas akademickich mistrzostw USA (NCAA). W 1932 został halowym mistrzem USA (AAU) na 60 jardów, pokonując m.in. Eddiego Tolana. W tym samym roku sześciokrotnie wyrównał halowy rekord świata na tym dystansie, a poprawił w biegach na 50 metrów i 60 metrów.
Na igrzyskach olimpijskich w 1932 w Los Angeles biegł na 2. zmianie sztafety 4 × 100 metrów, która zdobyła złoty medal, w półfinale ustanowiła rekord świata wynikiem 40,6 s, a w finale poprawiła go na 40,0 s (w składzie: Robert Kiesel, Emmett Toppino, Hector Dyer i Frank Wykoff).
Toppino ukończył Loyola University w Nowym Orleanie uzyskując magisterium z chemii. Pracował później jako chemik analityk w spółce naftowej, a następnie związał się na długo ze spółką Freeman Shoe Corp.